# گلوبراید
گلوبراید (انگلیسی: Globeride) شرکت تجهیزات ورزشی ژاپنی است، که در سال ۱۹۵۸ تأسیس شد.